# Hu Hanmin
Hu Hanmin var en viktig kinesisk politiker och ledare för högerflygeln inom Guomindang.
Hu fick en klassisk kinesisk utbildning och tog juren-examen i det kejserliga examensväsendet. 1902 reste han för att studera i Japan, där han lärde känna Sun Yat-sen, Wang Jingwei och Song Jiaoren, vilket övertygade honom att gå med i deras revolutionära organisation Tongmenghui. Efter att han återvänt till Kina 1907 deltog han i en rad misslyckade uppror mot Qingdynastin. När Xinhairevolutionen bröt ut 1911 och slutligen etablerade en republik blev Hu utnämnd till guvernör över hemprovinsen Guangdong.
Den nye presidenten Yuan Shikais undertryckande av Sun och dennes nygrundade Guomindang-parti tvingade Hu Hanmin att fly till Japan 1913. Hu återvände till Kina 1917 och deltog i Sun Yat-sens uppbyggande av en revolutionär regim i Guangzhou. 1924 valdes han in i Guomindangs centralkommitté. Efter Sun Yat-sens död 1925 framträdde Hu Hanmin som en av partiets ledande personer tillsammans med Wang Jingwei och Liao Zhongkai. Efter att Liao mördades 1925 misstänktes Hu för dådet och satt en period i arrest.
Hu Hamin gav sitt stöd till Chiang Kai-shek när han bröt med Kinas kommunistiska parti under den Norra expeditionen 1927–1928. Strax därpå blev han talman i den lagstiftande församlingen och ordförande för Guomindangs verkställande utskott. 1931 lät Chiang arrestera Hu då två de inte kunde enas om Kinas provisoriska konstitution, men Chiang tvingades släppa Hu som återvände till sydligaste Kina, varifrån han organiserade sin egen fraktion som ville ta upp motståndet mot kommunisterna, den japanska imperialismen och Chiangs diktatur. 1935 reste Hu i Europa och återvände till Kina i januari 1936. Han avled i maj samma år i en hjärnblödning.